# レゾリューション島 (ニュージーランド)
レゾリューション島 (英語: Resolution Island, マオリ語: Tau Moana) は、ニュージーランド南西部のフィヨルドランド地方で最大の無人島であり、面積は208 k㎡ (80 sq mi)。島は国内で7番目に大きい。レゾリューション島は、南島の本土からダスキー海峡とブレークシー海峡によって隔てられている。
この島はファイブ・フィンガーズ (5本指) 半島として知られる西岸の長くて狭い半島を別として、長方形である。フィヨルドランド海洋保護区として保護されている。
島は、1773年3月の第二次探検でダスキー海峡に到達したジェームズ・クック船長の船、レゾリューションに因んでいる。
島は2004年に、外来種を排除し、在来種を保護するため、ニュージーランドの沖合保護区の1つに選ばれた。1894年、国土測量局に島の管理人としてリチャード・ヘンリーが選ばれたとき、本土のイタチによって侵されていたフクロウオウムやキーウィのような動物が仕入れられた。1900年には、オコジョが島に到来し、この島の最初の保護計画は失敗に終わった。
2009年7月15日、レゾリューション島はマグニチュード7.8の地震の震央となった。
座標: 南緯45度40分 東経166度40分 / 南緯45.667度 東経166.667度